# Megaporus solidus
Megaporus solidus är en skalbaggsart som först beskrevs av Sharp 1882.  Megaporus solidus ingår i släktet Megaporus och familjen dykare. Inga underarter finns listade i Catalogue of Life.